# Амару, Андре
Андре Фонсека Амару (порт. André Fonseca Amaro; род. 13 августа 2002, Коимбра) — португальский футболист, полузащитник клуба «Витория Гимарайнш».

## Футбольная карьера
Андре Амаро - уроженец города Коимбра, который является центром одноимённого португальского округа и муниципалитета, а также центром исторической провинции Бейра-Литорал. Воспитанник клубов «Навал» и «Академика», в 2018 году перешёл в академию «Витории Гимарайнш», откуда и пробился в большой футбол. С сезона 2020/2021 - игрок второй команды клуба. Дебютировал за неё 19 сентября 2020 года поединком против «Фельгуэйраш 1932». Всего за вторую команду сыграл в сезоне 12 матчей. 21 декабря 2020 года дебютировал за основную команду в португальском чемпионате поединком против Санта-Клары, в котором он появился на поле на замену на 85-й минуте вместо Пепелу. 30 апреля 2021 года Андре забил свой первый мяч в профессиональном футболе, поразив ворота «Морейренсе». Всего в дебютном сезоне Андре провёл 12 встреч.